# Giulio Strozzi

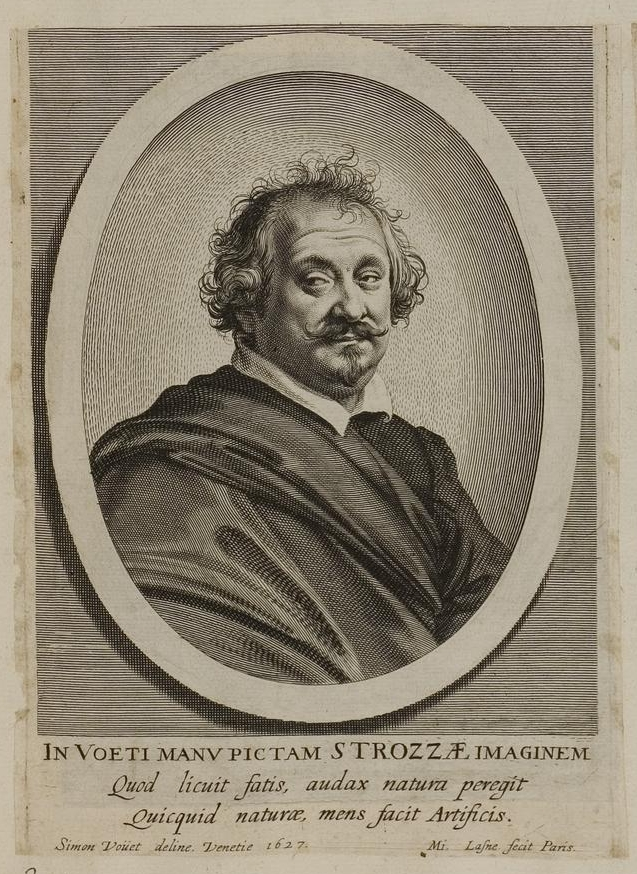
Strozzi, gravure op basis van een schilderij van Simon Vouet uit 1627.

Giulio Strozzi (1583 - 31 maart 1652) was een Venetiaanse dichter. Zijn libretto's werden getoonzet door componisten als Claudio Monteverdi, Francesco Cavalli, Francesco Manelli en Francesco Sacrati. Af en toe gebruikte hij het pseudoniem Luigi Zorzisto.

## Biografie
Giulio Strozzi was een buitenechtelijk kind (later erkend) van Roberto Strozzi van Huis Strozzi. Hij werd geboren in Venetië in 1583, waar hij ook studeerde. Later trok hij naar de Universiteit van Pisa om er rechten te studeren.
Strozzi woonde en werkte in Rome, Padua en Urbino alvorens terug te keren naar Venetië in de jaren 1620. Hij was de adoptieve vader van componiste Barbara Strozzi. Zij was de dochter van Isabella Garzoni, een dienstmeid in Strozzi's huishouden. Ze werd in 1619 geboren en was vermoedelijk Strozzi's buitenechtelijk kind. Strozzi bleef in Venetië tot zijn dood op 31 maart 1652.

## Oeuvre
Strozzi schreef poëzie en theaterstukken, maar is het best bekend als een van de eerste auteurs van libretti. Zijn vroegst gekende werk, een begrafenisrede, schreef hij in 1609 ter gelegenheid van de begrafenis van Ferdinando I de' Medici. Dit was zijn eerste poging van velen om in dienst genomen te worden bij de Medici familie.
In 1621 schreef Strozzi zijn enige heldendicht, getiteld Venetia edificata. Deze werd uitgebreid en heruitgebracht in 1924 en vierde de Venetiaanse Republiek. Ook was het een steunbetuiging aan Galileo Galilei en diens controversiële wetenschappelijke theorieën. Strozzi vertaalde daarnaast de Spaanse schelmenroman Lazarillo van Tormes in het Italiaans, maar deze bleef onuitgegeven.
In de jaren na 1627 focuste Strozzi zich voornamelijk op libretti voor opera's. In de jaren 1630 en 1640 groeide hij uit tot een van de belangrijkste auteurs van libretti in Venetië. Zo schreef hij onder meer La finta pazza Licori voor Claudio Monteverdi in 1627. De twee ontmoetten elkaar voor het eerst in 1621. Deze opera werd nooit uitgevoerd. Het is niet geweten hoeveel muziek er reeds voor gecomponeerd was alvorens het project stopgezet werd. Zowel de muziek als het libretto zijn verloren gegaan.
In de jaren 1630-1640 was Strozzi een van de drijvende krachten achter het succes van de opera in Venetië. Hij was verantwoordelijk voor het libretto van La Delia van Francesco Manelli en voor La finta pazza van Francesco Sacrati.
In 1630 schreef Strozzi Proserpina Rapita. Zijn laatste libretto, Veremonda, dateert uit 1652 en was geschreven voor Francesco Cavalli.
Strozzi was lid van de Venetiaanse Accademia degli Incogniti. Zelf richtte hij een aantal academiën op, zoals de Ordinati in Rome en de Dubbiosi in Venetië. In 1637 stichtte hij de Accademia degli Unisoni, een vereniging van musici waar zijn dochter Barbara haar composities ten gehore bracht.

## Werklijst

### Poëzie en theater
- 1611: Erotilla, een tragedie (herdrukt in 1616)
- 1621: Il natale di amore, poëzie
- 1621: La Venetia edificata, een epos in 12 canto's over Venetië (uitgebreid tot 24 cantos in 1624, heruitgegeven in 1626)
- 1625: Il Barbarigo, theaterstuk (heruitgegeven in 1650)
- 1628: I cinque fratelli, poëzie, getoonzet door Claudio Monteverdi

### Libretti
- 1627: La finta pazza Licori, muziek van Claudio Monteverdi (onafgewerkt en verloren)
- 1629: Gelosia placata, muziek van Giovanni Rovetta
- 1630: Proserpina rapita, muziek van Claudio Monteverdi (herdrukt in 1644)
- 1639: La Delia, muziek van Francesco Manelli (herdrukt in 1644)
- 1641: La finta pazza, muziek van Francesco Sacrati (herdrukt in 1641, 1644 en 1645: herdrukt met aanpassingen en zonder vermelding van Strozzi's naam in 1644 and 1647)
- 1643: La finta sauia
- 1645: Il Romolo e'l Remo

### Overige werken
- 1609: Begrafenisrede voor Ferdinando I de' Medici
- 1621: Begrafenisrede voor Cosimo II de' Medici
- 1632: Lettere famigliarmente scritta, een briefverzameling
- 1644: Le glorie della Signora Anna Renzi romana, een eerbetoon aan zangeres Anna Renzi